# 海訥桑德主教座堂
海訥桑德主教座堂（瑞典語：Härnösands domkyrka）是位於瑞典城市海訥桑德的一座教堂。海訥桑德主教座堂是瑞典信義會海訥桑德教區的主教座堂，修建於1846年。海訥桑德最早的教堂修建於1593年。